# Sparkassen- und Giroverband
Der Sparkassen- und Giroverband ist im deutschen Kreditwesen ein Verband, der die Interessenvertretung der ihm angeschlossenen Sparkassen, Landesbausparkassen und Landesbanken wahrnimmt.

## Allgemeines
Ein Sparkassen- und Giroverband ist ein Interessenverband der Kreditwirtschaft, allgemein – aber unpräzise – auch als Bankenverband bezeichnet. Für Banken gibt es in Deutschland unter anderem das Pendant Bundesverband deutscher Banken. Sparkassen- und Giroverbände übernehmen für die angeschlossenen Institute eine Vielzahl von übergeordneten Aufgaben, die von einzelnen Verbandsmitgliedern nicht wahrgenommen werden können.

## Geschichte
Als erster deutscher Sparkassenverband entstand im September 1881 der „Verband der Sparkassen in Rheinland und Westfalen“ in Essen, der sich im Dezember 1884 in den „Deutschen Sparkassenverband“ umwandelte. Im Dezember 1892 gehörten diesem sieben Mitgliedsverbände an. Der „Deutsche Sparkassenverband“ fusionierte mit dem 1916 gegründeten „Deutschen Zentral-Giroverband“ und dem 1921 errichteten „Deutschen Verband der kommunalen Banken e. V.“, dem im März 1924 als Dachverband der DSGV übergeordnet wurde.
Nachdem die regionalen Sparkassenverbände und der Dachverband ihre Tätigkeit 1945 einstellen mussten, wurde bereits im Oktober 1947 eine „Arbeitsgemeinschaft deutscher Sparkassen- und Giroverbände und Girozentralen“ gegründet, die 1950 in das Vereinsregister eingetragen wurde und Rechtsvorgängerin des künftigen Deutschen Sparkassen- und Giroverbandes war, der bis Oktober 1953 noch den Titel „Arbeitsgemeinschaft deutscher Sparkassen- und Giroverbände und Girozentralen“ beibehielt und erst dann seinen heutigen Namen erhielt. 
Die regionalen Sparkassen- und Giroverbände waren neben dem jeweiligen Bundesland und dem lokalen Landschaftsverband typische historische Gesellschafter (Gewährträger) der Landesbanken. Da die Landesbanken als Anstalt des öffentlichen Rechts organisiert waren, mussten etwaige Verluste auch von den Sparkassenverbänden getragen werden. Diese Gesellschafterstruktur findet sich noch heute bei der Erste Abwicklungsanstalt, seit Januar 2010 die Bad Bank der ehemaligen WestLB. Da die EU-Kommission diese Verlustübernahme als verbotene staatliche Beihilfe im Sinne des Art. 107 AEUV einstufte, wurde durch die Brüsseler Konkordanz die Anstaltslast und Gewährträgerhaftung für Sparkassen und Landesbanken im Juli 2005 abgeschafft.

## Organisation
Sparkassen- und Giroverbände sind auf Landesebene überwiegend in der Rechtsform der Körperschaft des öffentlichen Rechts organisiert. Wegen der Rechtsform der Körperschaft werden die Sparkassen, Landesbausparkassen und Landesbanken als Pflichtmitglieder geführt. Der Dachverband aller regionalen Sparkassen- und Giroverbände ist der Deutsche Sparkassen- und Giroverband, der als eingetragener Verein geführt wird und dem alle regionalen Sparkassen- und Giroverbände angehören.
Organe der Sparkassen- und Giroverbände sind gemäß Verbandssatzung oder regionalem Sparkassengesetz die Verbandsversammlung, der Verbandsvorstand und manchmal auch ein Verwaltungsrat. Die Verbandsversammlung rekrutiert sich nicht nur aus Vertretern der Pflichtmitglieder, sondern auch aus Vertretern der Gewährträger. Verbandskosten werden in Form einer Umlage durch die Mitglieder finanziert (§ 20 Satzung des Rheinischen Sparkassen- und Giroverbandes RSGV). 

## Aufgaben
Der Verband dient gemäß § 2 Satzung RSGV dem Sparkassenwesen durch Unterstützung der Mitgliedssparkassen bei der Erfüllung ihres öffentlichen Auftrags, durch Förderung der Wettbewerbsfähigkeit der Sparkassen und durch Wahrnehmung ihrer gemeinsamen Angelegenheiten. Ihm obliegt insbesondere die Beobachtung der Entwicklungen im Finanzdienstleistungsbereich und die Entwicklung geeigneter Geschäftsstrategien in Zusammenarbeit mit den Mitgliedssparkassen, den Verbundpartnern und anderen Einrichtungen der Sparkassen-Finanzgruppe sowie die Beratung der Verbandsmitglieder in allen Sparkassenangelegenheiten, insbesondere die Beratung der Mitgliedssparkassen in geschäftspolitischen, betriebswirtschaftlichen und juristischen Fragen sowie die Beratung hinsichtlich der Bereitstellung einer leistungsfähigen EDV-Infrastruktur. Zudem übernimmt der Verband die Förderung und Unterstützung der beruflichen Personalentwicklungs- und Bildungsarbeit der Mitgliedssparkassen (Sparkassenakademien) und ihrer Gemeinschaftseinrichtungen, die Vertretung gemeinsamer Interessen der Mitgliedssparkassen, die Wahrnehmung allgemeinwirtschaftlicher Belange im Sparkassenwesen des Verbandsgebietes, die Durchführung von Maßnahmen der Werbung, Öffentlichkeitsarbeit und Marktforschung, die Bildung und Unterhaltung eines Stützungsfonds im Rahmen des Sicherungssystems der Sparkassen-Finanzgruppe als rechtlich unselbständiges Sondervermögen und mit spezifischen Informations- und Einwirkungsrechten zur Vermeidung und Beseitigung von Stützungsfällen und eines Reservefonds, diesen bis zu seiner Zweckerreichung und die Durchführung besonderer Maßnahmen, welche die Verbandsversammlung beschließt.
Außerdem übernimmt ein Sparkassen- und Giroverband die Jahresabschlussprüfung der Sparkassen durch eine so genannte Prüfungsstelle.

## Übersicht
Es gibt folgende Landesverbände, deren Verbandsgebiet mit dem Hoheitsgebiet des jeweiligen Bundeslandes identisch ist:
| Land                                                         | Name des Verbandes                                                        | Gründung  |
| ------------------------------------------------------------ | ------------------------------------------------------------------------- | --------- |
| Baden-Württemberg                                            | Sparkassenverband Baden-Württemberg                                       | 1885      |
| Bayern                                                       | Sparkassenverband Bayern                                                  | 1908      |
| Berlin                                                       | Sparkassenverband Berlin                                                  | 2005      |
| Bremen, Hamburg                                              | Hanseatischer Sparkassen- und Giroverband                                 | 1950      |
| Hessen, Thüringen                                            | Sparkassen- und Giroverband Hessen-Thüringen                              | 1893      |
| Niedersachsen                                                | Sparkassenverband Niedersachsen                                           | 1887      |
| Nordrhein-Westfalen                                          | Rheinischer Sparkassen- und Giroverband Sparkassenverband Westfalen-Lippe | 1881 1881 |
| Brandenburg, Mecklenburg-Vorpommern, Sachsen, Sachsen-Anhalt | Ostdeutscher Sparkassenverband                                            | 1990      |
| Rheinland-Pfalz                                              | Sparkassenverband Rheinland-Pfalz                                         | 1897      |
| Saarland                                                     | Sparkassenverband Saar                                                    | 1946      |
| Schleswig-Holstein                                           | Sparkassen- und Giroverband für Schleswig-Holstein                        | 1937      |

Nur in Nordrhein-Westfalen gibt es noch zwei Verbände, während im Januar 2001 die beiden Sparkassenverbände in Baden-Württemberg fusionierten. Der Rheinische Sparkassen- und Giroverband hat – gemessen am Geschäftsvolumen – die größten Sparkassen Deutschlands als Pflichtmitglieder. Der Hanseatische Sparkassen- und Giroverband ist zuständig für die Hamburger Sparkasse AG, Die Sparkasse Bremen AG, Weser-Elbe-Sparkasse, HASPA Finanzholding und die Finanzholding-Gesellschaft der Sparkasse in Bremen. Die Weser-Elbe-Sparkasse gehört zwei Verbänden an, dem Hanseatischen Sparkassen- und Giroverband und dem Sparkassenverband Niedersachsen.

## Haftungsverbund
Die regionalen Sparkassenverbände sind Teil der Sparkassen-Finanzgruppe und Teil der Institutssicherung der Sparkassen, Landesbanken und Landesbausparkassen.

## International
In Österreich gibt es sieben regionale Sparkassen-Landesverbände, die im Österreichischen Sparkassenverband zusammengeschlossen sind. Die Schweiz fasst im Verband Schweizer Regionalbanken insgesamt 59 Regionalbanken und Sparkassen zusammen.